# El rey de la granja
El rey de la granja (en basc Etxaldeko erregea) és una pel·lícula espanyola del 2002 dirigida per Carlos Zabala i Gregorio Muro. Es tracta de la primera pel·lícula espanyola que barreja animació en tres dimensions, dibuixos animats i imatge real de la mena de Qui ha enredat en Roger Rabbit? o Space Jam.

## Argument
A l'asteroide Sondak tres sondakos realitzen una arriscada incursió en el palau del tirà Ramakor amb la finalitat d'arrabassar-li Neuronia, una esfera amb la qual aquest controla mentalment a tots els habitants del planeta. Després de diverses vicissituds en les quals es comprova el perillós efecte de seducció que exerceix el poder sobre qui la porta, Kirik, el més jove dels rebels, aconsegueix fer-se amb l'esfera i després d'alliberar al planeta del seu control mental i iniciar una rebel·lió, escapa en una nau, mentre una altra nau tripulada per Mekans, temibles robots fidels a Ramakor, surt en la seva persecució. La nau de Kirik és aconseguida i inutilitzada quan es troba molt prop de la Terra. En el moment en què els Mekans estan a punt d'abordar-li, Kirik decideix refugiar-se en el nostre planeta i camuflar-se entre els seus habitants, prenent com a model una imatge d'un gall de dibuixos animats amb la qual sintonitza a través dels senyals de televisió, convençut que aquesta és la forma més comuna entre els éssers humans. Així, Kirik es llança a la Terra convertit en un gall de dibuixos animats, portant amb si a Neuronia i aterra prop d'una granja escola perduda a la muntanya on es realitzen campaments d'estiu per a nens.

## Fitxa artística
Actors principals:
- Karlos Arguiñano (Elías)
- Javier Martín (Sebas)
- Mar Saura (Mamen)
- Pepín Tre (Claudio)
- Ramón Agirre (conductor)
- Elena Irureta (Ana)
- Francisco Larrañaga (Mikel)
- Adrián Ruíz del Cerro (Luis)
- Ariana Aragonés (Eva)
- Aitor Echeverría (Jorge)
- Josu Irigoyen (Carlos)
- Josu Mújica (Mekan)
- Mikel Muro (Jon)

## Premis i nominacions
Fou nominada al Goya a la millor pel·lícula d'animació de 2002.